# Aviavilsa
Aviavilsa — колишня литовська авіакомпанія, що виконує вантажні і пасажирські перевезення. Штаб-квартира компанії знаходиться у Вільнюсі. Компанія також займається наглядом і ремонтом Ан-26.
Припинила діяльність в 2018.

## Флот
- Антонов Ан-26
- Антонов Ан-26Б
- ATR 42-300